# Euchalinus respondens
Euchalinus respondens är en stekelart som först beskrevs av Cameron 1904.  Euchalinus respondens ingår i släktet Euchalinus och familjen brokparasitsteklar. Inga underarter finns listade i Catalogue of Life.